# Laguna de Bay
A laguna de Bay (em filipino:  Lawa ng Laguna, Lawa ng Baé) é um lago nas Filipinas, o de maior extensão no país. É também o segundo maior lago interior de água doce do sudeste asiático, apenas ultrapassado em extensão pelo lago Toba, em Sumatra, Indonésia. Está localizado na ilha de Luzón, entre as províncias de La Laguna (a sul) e Rizal (a norte). A Grande Manila fica na sua margem oeste. A sua área é de 949 km², e tem profundidade média de apenas 2,8 m, e está a menos de 2 m de altitude. O lago tem uma forma parecida a um W, com duas penínsulas salientes a partir da margem norte. A parte central da laguna de Bay é formada por uma caldeira vulcânica submersa. A Laguna de Bay drena para a baía de Manila, através do rio Pasig. Este lago é local de pesca regular. Tem perímetro de 220 km.
Há no lago uma ilha de grande dimensão, Talim, a qual faz parte dos municípios de Binangonan e Cardona, na província de Rizal.
Laguna de Bay é um termo em castelhano, sendo denominada devido ao município de Bay na província de La Laguna. O nome pré-hispânico do lago é Pulilan.

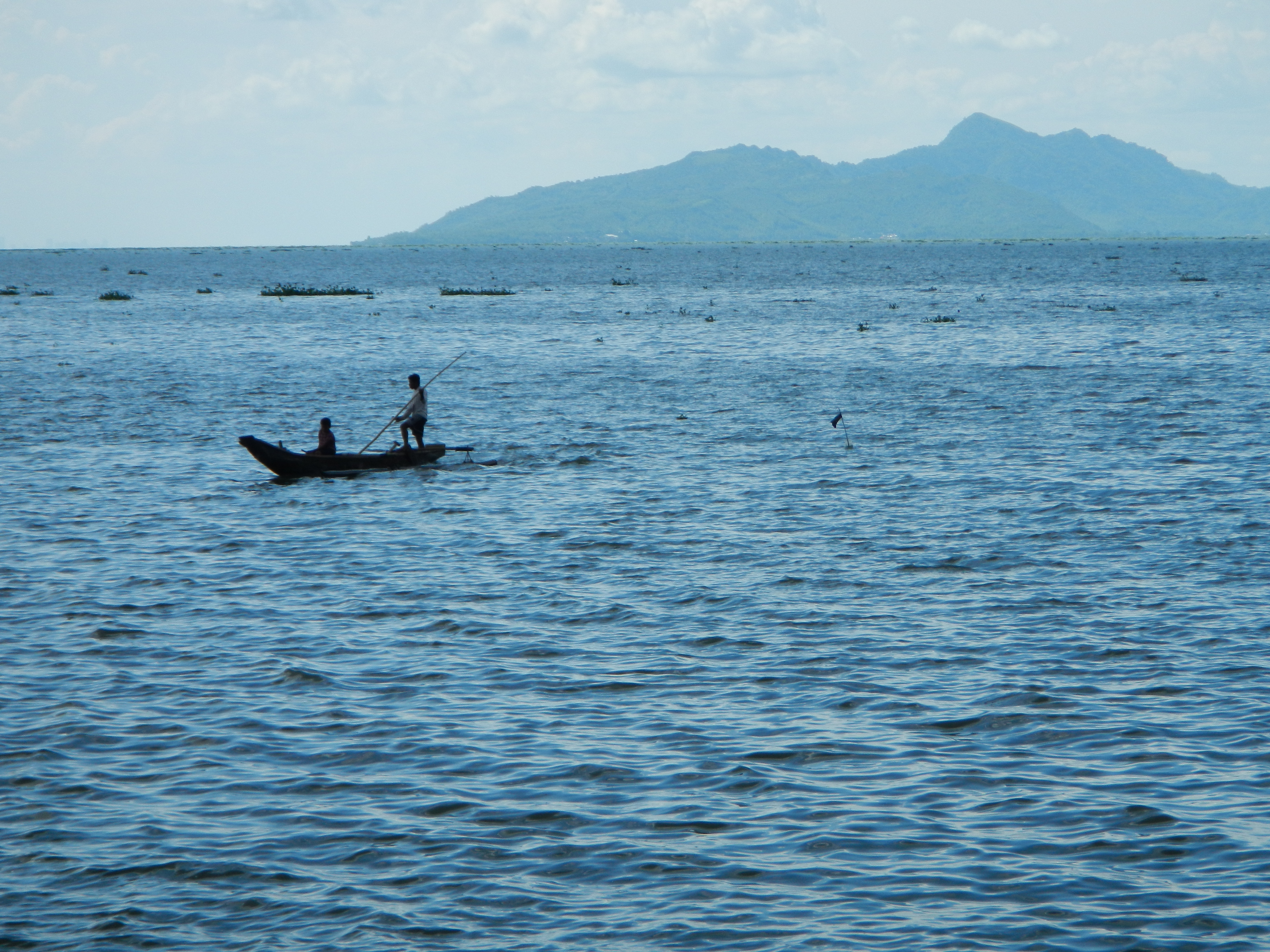
Vista de Bay